# Blindwert
Blindwert, auch Leerwert (engl. blank value) ist ein Fachbegriff aus dem Bereich der Analytischen Chemie und der Messtechnik.
Der Blindwert entspricht dem Messwert (Messsignal) eines Messgerätes (einer Messvorrichtung), wenn die untersuchte Messgröße den Wert Null hat bzw. nicht vorhanden ist.
Der Blindwert sollte eigentlich ebenfalls einen Messwert von Null ergeben. Durch zufällige und/oder systematische Fehler weicht der Messwert (Signalwert) einer Blindprobe jedoch von Null ab (durch Einflüsse der Probe, des Gerätes oder des Verfahrens). Der Blindwert muss daher bestimmt und von den Messwerten der eigentlichen Proben abgezogen werden (bzw. bei der Berechnung der Ergebnisse berücksichtigt werden). 
Die Standardabweichung des Blindwertes wird oft zur Berechnung der Nachweisgrenze und der Bestimmungsgrenze von Messverfahren und analytischen Methoden benutzt.
Bei Bestimmungen in der analytischen Chemie setzt sich der Blindwert aus mehreren Anteilen zusammen:
- Blindwert des Gerätes: in vielen Fällen liefert das Messgerät auch dann ein (meist geringes) Signal, wenn keine Probe vorhanden ist
- Reagenzienblindwert: der Messwert einer Blindprobe, die den kompletten analytischen Vorgang durchlaufen hat und alle in der Prüfvorschrift beschriebenen Reagenzien enthält, aber keinen Anteil des untersuchten Analyten.
- Probenblindwert: Messwert einer Blindprobe, die nicht nur die Reagenzien laut Prüfmethode enthält, sondern auch die Matrix der Probe ohne die zu bestimmende(n) Komponente(n) (Analysenprobe ohne Analyt). Der Probenblindwert kann auch interne Standards enthalten.

Blindwerte beruhen meist auf systematischen Analysenfehlern und können z. B. folgende Ursachen haben:
- verunreinigte Reagenzien enthalten geringe Anteile der zu bestimmenden Komponente
- Schlechte Selektivität: Bestandteile der Probenmatrix stören die Messung durch ähnliches Verhalten wie die zu bestimmende Komponente (ähnliche Reaktionen von Analyt und Matrix mit den vorgesehenen Reagenzien)
- Verunreinigung der Prüfgeräte, dadurch z. B. erhöhte Absorption in der Fotometrie.
- Zersetzung von Reagenzien durch schlechte oder zu lange Lagerung (Alterung).